# Cottereau
La Cottereau è stata una Casa automobilistica francese attiva dal 1898 al 1914.

## Storia

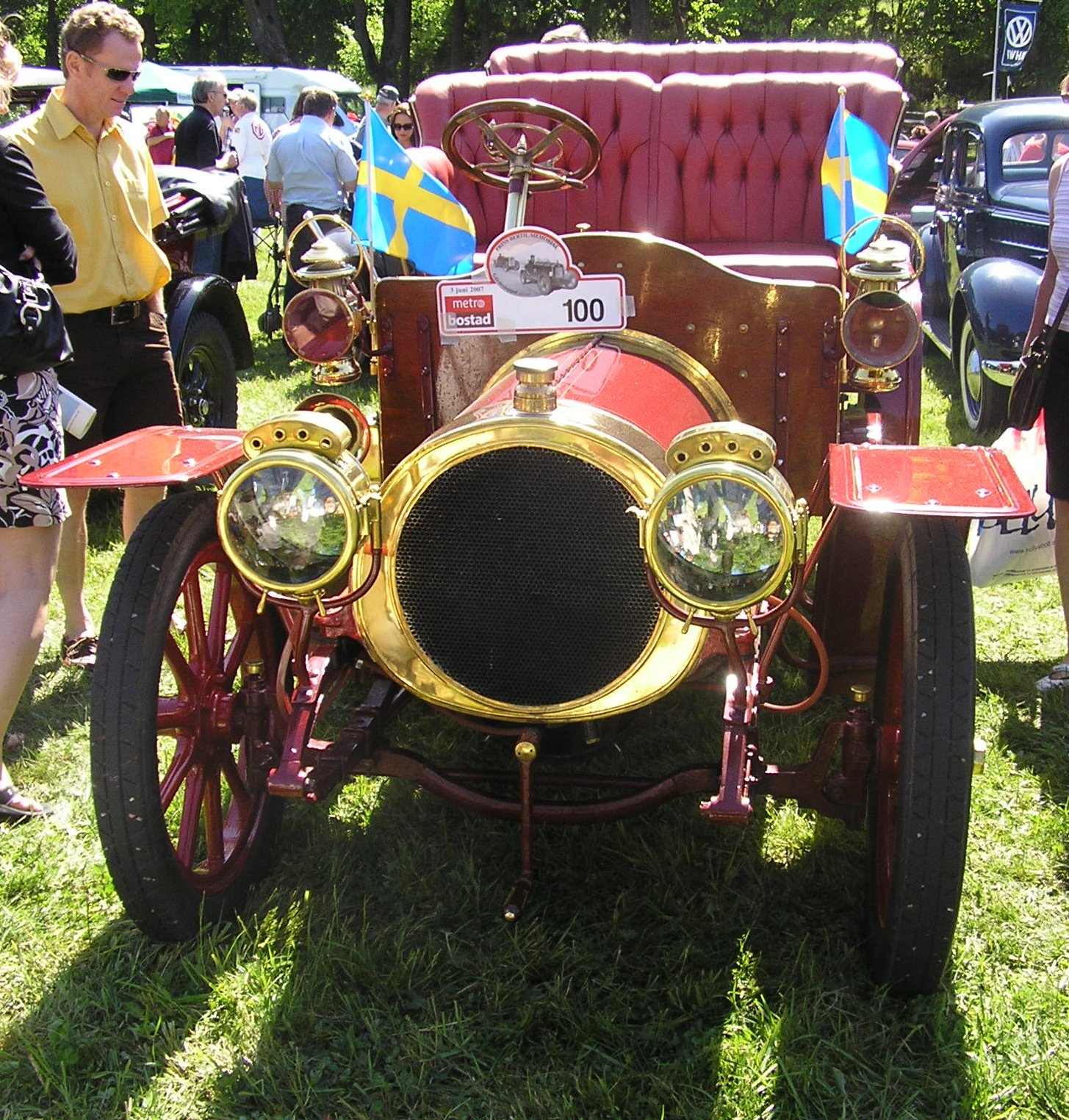
Una Cottereau del 1906

Questa Casa fu fondata a Digione alla fine del XIX secolo. Come molte altre Case automobilistiche, la sua fama fu limitata entro i confini nazionali, dove peraltro riuscì a conquistare un notevole credito, basti pensare che è ritenuta una delle Case più blasonate del periodo, tra quelle francesi.
La prima vettura con marchio Cottereau fu introdotta nel 1898: denominata Voiturine, era una vetturetta con carrozzeria tonneau a quattro posti, dotata di bicilindrico a V.
Poco tempo dopo, la Casa di Digione tentò la scalata nelle competizioni sportive, ma dopo una decina d'anni di insuccessi, rinunciò definitivamente, dedicandosi unicamente alla produzione in serie.
Le vetture della Cottereau si distinguevano per il loro grande radiatore di forma tonda, che divenne una caratteristica fondamentale di tale marchio.
Nel 1903 fu lanciata la Populaire, una vettura di classe media che riscosse un successo relativamente buono.
Nel frattempo la gamma prese ad ampliarsi e a diversificarsi, con l'arrivo di vetture che però, nel corso del tempo non subirono evoluzioni sostanziali, e finirono per essere l'una l'aggiornamento dell'altra.
Nel 1905 la Casa cominciò il suo periodo di maggior floridità, contando su 350 dipendenti. Grazie a ciò, la gamma si estese fino a constare di otto modelli nel 1908.
Ma con il ritiro dalle competizioni cominciò la fase discendente della storia della Cottereau, che portò alla sua chiusura, avvenuta nel 1914 con lo scoppio della prima guerra mondiale.

## Principali modelli

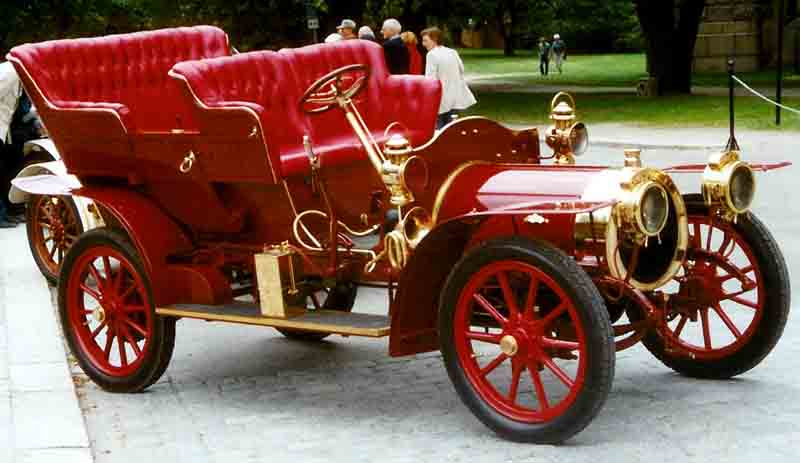
Una Cottereau 15/18 del 1906

- Voiturine: fu la prima Cottereau prodotta, ed era una vetturetta con carrozzeria tonneau a quattro posti. Questa vettura prese tale nome per differenziarsi dalle Voiturette prodotte da Léon Bollée. Era costruita su di un telaio tubolare, sul quale fu montato un bicilindrico a V raffreddato ad aria, che sviluppava una potenza massima di 3 CV. La trasmissione era a catena ed il cambio era a 3 marce. Lo sterzo era a leve, come su tutte le primissime autovetture: solo a partire dal 1900 fu proposto un riaggiornamento di tale modello, che montava un bicilindrico di origine Benz, stavolta raffreddato ad aria ed in grado di erogare 3.5 CV, e che fu la prima Cottereau a montare un vero e proprio volante. La vettura riscosse subito un gran successo e fu la capostipite di altri modelli con simili caratteristiche.
- Populaire: era una vettura di fascia media disponibile come torpedo ed equipaggiata da un monocilindrico da 1040 cm³ in grado di erogare 8 CV di potenza massima a 1100 giri/min. La velocità massima era di 45 km/h. Questa vettura era dotata di cambio a 3 marce senza retromarcia e di freni agenti sul solo retrotreno. Era addirittura priva di parabrezza. Tale vettura era imparentata con la I/A, altro modello della gamma Cottereau, con il quale condivideva la meccanica.